# Heterospilus niger
Heterospilus niger är en stekelart som först beskrevs av Szepligeti 1906.  Heterospilus niger ingår i släktet Heterospilus och familjen bracksteklar. Inga underarter finns listade i Catalogue of Life.